# Campeonato Sul-Americano de Atletismo de 1971
O Campeonato Sul-Americano de Atletismo de 1971 foi a 26ª edição do evento, organizado pela CONSUDATLE entre os dias 9 a 17 de outubro na cidade de Lima, no Peru. O Brasil se destacou na quadro geral de medalhas com 24 no total, sendo 8 de ouro 

## Medalhistas

### Masculino
| Evento                      | Ouro                           | Ouro    | Prata                        | Prata   | Bronze                       | Bronze  |
| --------------------------- | ------------------------------ | ------- | ---------------------------- | ------- | ---------------------------- | ------- |
| 100 metros]]                | Félix Mata · Venezuela         | 10.6    | Pedro Bassart · Argentina    | 10.7    | Luiz da Silva · Brasil       | 10.8    |
| 200 metros                  | Fernando Acevedo · Peru        | 21.2    | Pedro Bassart · Argentina    | 21.8    | Alberto Marchán · Venezuela  | 21.9    |
| 400 metros                  | Fernando Acevedo · Peru        | 46.4 =  | João Francisco · Brasil      | 47.9    | José Rabaça · Brasil         | 48.0    |
| 800 metros                  | Carlos Dalurzo · Argentina     | 1:50.9  | Roberto Salmona · Chile      | 1:51.6  | Fernando Sotomayor · Chile   | 1:51.6  |
| 1 500 metros                | Víctor Ríos · Chile            | 3:48.6  | Roberto Salmona · Chile      | 3:48.9  | Atílio Alegre · Brasil       | 3:49.5  |
| 5 000 metros                | Edmundo Warnke · Chile         | 14:07.6 | Víctor Mora · Colômbia       | 14:08.8 | Domingo Tibaduiza · Colômbia | 14:15.4 |
| 10 000 metros               | Edmundo Warnke · Chile         | 29:14.6 | Víctor Mora · Colômbia       | 29:17.6 | Domingo Tibaduiza · Colômbia | 29:24.8 |
| Maratona                    | Martín Pavón · Colômbia        | 2:26:11 | Hernán Barreneche · Colômbia | 2:32:20 | Edmundo Warnke · Chile       | 2:34:31 |
| 110 metros barreiras        | Enrique Rendón · Venezuela     | 14.8    | Alfredo Deza · Peru          | 14.8    | Patricio Saavedra · Chile    | 14.8    |
| 400 metros barreiras        | Juan Carlos Dyrzka · Argentina | 52.4    | Dorival Negrisoli · Brasil   | 53.0    | Eduardo Rodrigues · Brasil   | 53.2    |
| 3.000 metros com obstáculos | Víctor Mora · Colômbia         | 9:03.8  | Francisco Vega · Peru        | 9:17.8  | Fernando Sotomayor · Chile   | 9:19.6  |
| 4×100 metros estafetas      | Brasil                         | 40.7    | Venezuela                    | 40.9    | Peru                         | 41.2    |
| 4×400 metros estafetas      | Venezuela                      | 3:14.8  | Argentina                    | 3:15.8  | Brasil                       | 3:16.1  |
| Salto em altura             | Luis Barrionuevo · Argentina   | 2.05    | Roberto Abugattás · Peru     | 2.05    | José Dalmastro · Argentina   | 2.00    |
| Salto à vara                | Erico Barney · Argentina       | 4.50    | Fernando Hoces · Chile       | 4.20    | Armando Chiamulera · Brasil  | 4.20    |
| Salto em comprimento        | Miguel Zapata · Chile          | 7.41    | Luiz de Souza · Brasil       | 7.34    | Ricardo Labalta · Argentina  | 7.30    |
| Salto triplo                | Nelson Prudêncio · Brasil      | 15.58   | Manuel Gutiérrez · Colômbia  | 14.94   | Roberto dos Santos · Uruguai | 14.75   |
| Arremesso de peso           | José Jacques · Brasil          | 16.85   | Juan Turri · Argentina       | 15.73   | Mario Peretti · Argentina    | 15.63   |
| Lançamento de disco         | Sérgio Thomé · Brasil          | 53.82   | José Jacques · Brasil        | 53.14   | Gustavo Gutiérrez · Colômbia | 47.78   |
| Lançamento do martelo       | José Vallejo · Argentina       | 62.82   | Darwin Piñeyrúa · Uruguai    | 61.36   | Celso de Moraes · Brasil     | 57.74   |
| Lançamento do dardo         | Paulo de Faría · Brasil        | 69.68   | Gustavo Gutiérrez · Colômbia | 65.90   | Jorge Peña · Chile           | 64.72   |
| Decatlo                     | Héctor Thomas · Venezuela      | 6880    | Ramón Montezuma · Venezuela  | 6662    | Emilio Mazzeo · Argentina    | 6656    |

### Feminino
| Evento                   | Ouro                            | Ouro   | Prata                       | Prata  | Bronze                         | Bronze |
| ------------------------ | ------------------------------- | ------ | --------------------------- | ------ | ------------------------------ | ------ |
| 100 metros               | María Luisa Vilca · Peru        | 12.0   | Irene Fitzner · Argentina   | 12.3   | Josefa Vicent · Uruguai        | 12.3   |
| 200 metros               | Josefa Vicent · Uruguai         | 24.4   | Elsy Rivas · Colômbia       | 24.5   | Ángela Godoy · Argentina       | 24.6   |
| 400 metros               | Josefa Vicent · Uruguai         | 54.9   | Elsy Rivas · Colômbia       | 56.9   | Cristina Filgueira · Argentina | 57.1   |
| 800 metros               | Gloria González · Chile         | 2:12.1 | Carmen Oyé · Chile          | 2:13.3 | Iris Fernández · Argentina     | 2:13.5 |
| 100 metros com barreiras | Emilia Dyrzka · Argentina       | 14.3   | Liliana Cragno · Argentina  | 14.6   | Valdea Chagas · Brasil         | 14.7   |
| 4×100 metros estafetas   | Argentina                       | 46.7   | Peru                        | 47.6   | Uruguai                        | 48.2   |
| Salto em altura          | Jurema da Silva · Brasil        | 1.65   | Maria da Conceição · Brasil | 1.65   | Ana María Estrada · Argentina  | 1.60   |
| Salto em comprimento     | Silvia Kinzel · Chile           | 5.83   | Ana Desevici · Uruguai      | 5.72   | Edith Noeding · Peru           | 5.58   |
| Arremesso de peso        | Rosa Molina · Chile             | 14.66  | Maria Boso · Brasil         | 13.64  | Delia Vera · Peru              | 12.83  |
| Lançamento de disco      | Odete Domingos · Brasil         | 46.72  | Isolina Vergara · Colômbia  | 45.67  | Maria Boso · Brasil            | 42.19  |
| Lançamento do dardo      | Ana María Campillay · Argentina | 43.92  | Kiyomi Nakagawa · Brasil    | 42.42  | Rosa Molina · Chile            | 42.32  |
| Pentatlo                 | Aída dos Santos · Brasil        | 3716   | Edith Noeding · Peru        | 3635   | María Luisa Vilca · Peru       | 3581   |

## Quadro de medalhas
| Ordem | País      | Medalha de ouro | Medalha de prata | Medalha de bronze | Total |
| ----- | --------- | --------------- | ---------------- | ----------------- | ----- |
| 1     | Brasil    | 8               | 7                | 9                 | 24    |
| 2     | Argentina | 8               | 6                | 8                 | 22    |
| 3     | Chile     | 7               | 4                | 6                 | 17    |
| 4     | Venezuela | 4               | 2                | 1                 | 7     |
| 5     | Peru      | 3               | 5                | 4                 | 12    |
| 6     | Colômbia  | 2               | 8                | 3                 | 13    |
| 7     | Uruguai   | 2               | 2                | 3                 | 7     |

Legenda
| Recorde mundial       | Recorde mundial (World record)               |                       | Recorde africano                      | Recorde africano (African) |                                           | Q | Classificado por posição (Qualified) |
| Recorde do campeonato | Recorde do campeonato (Championship record)  | Recorde da América    | Recorde da América (Americas)         | q                          | Classificado por melhor tempo (Qualified) |   |                                      |
| Melhor marca do ano   | Melhor marca do ano (World leading)          | Recorde asiático      | Recorde asiático (Asian)              | DNS                        | Não largou (Did not start)                |   |                                      |
| Recorde nacional      | Recorde nacional (National record)           | Recorde europeu       | Recorde europeu (European)            | DNF                        | Não terminou (Did not finish)             |   |                                      |
| Recorde pessoal       | Recorde pessoal do atleta (Personal best)    | Recorde da Oceania    | Recorde da Oceania (Oceania)          | DSQ / DQ                   | Desclassificado (Disqualified)            |   |                                      |
| Recorde da temporada  | Recorde da temporada do atleta (Season best) | Recorde sul-americano | Recorde sul-americano (South America) | NM                         | Sem marca (No mark)                       |   |                                      |